# Piedra Roja
Piedra Roja è un comune (corregimiento) della Repubblica di Panama situato nel distretto di Kankintú, comarca di Ngäbe-Buglé. Si estende su una superficie di 164,2 km² e conta una popolazione di 3.035 abitanti (censimento 2010).